# 单花遍地金
单花遍地金（学名：Hypericum monanthemum）为藤黄科金丝桃属下的一个种。

## 扩展阅读
- 維基物種上的相關：单花遍地金